# Antonio Pacheco Ruiz
Antonio Pacheco Ruiz (Callosa de Segura, 3 gennaio 2002) è un calciatore spagnolo, centrocampista dell'Albacete.

## Caratteristiche tecniche
Gioca come centrocampista centrale.

## Carriera

### Club
Pacheco Ruiz è entrato a far parte del settore giovanile del Villarreal nel 2018, proveniente dal Kelme. Prestato al club affiliato del Roda, ha giocato il suo primo incontro ufficiale l'11 ottobre 2018 in Tercera División contro l'Eldense.
Per la stagione 2020-2021 è stato assegnato al Villarreal C, con cui ha realizzato il suo primo gol in carriera l'11 novembre contro la sua ex squadra, il Roda. Il 29 gennaio 2021 ha rinnovato il contratto fino al 2025 ed è stato definitivamente promosso nel Villarreal B. La stagione seguente ha ricevuto le sue prime convocazioni in prima squadra, mentre con la seconda ha centrato la promozione in Segunda División. Il 29 agosto 2022 ha giocato il suo primo incontro professionistico contro il Granada, ed il 7 ottobre seguente è andato a segno per la prima volta nella serie cadetta spagnola nella trasferta persa 3-1 contro lo Sporting Gijón.
Dopo aver ottenuto la salvezza al termine della stagione, l'8 luglio 2023 è stato acquistato a titolo definitivo dall'Albacete.

### Nazionale
Nel 2019 ha partecipato con la nazionale spagnola Under-17 al campionato europeo di categoria.

## Statistiche

### Presenze e reti nei club
Statistiche aggiornate al 17 marzo 2024.
| Stagione        | Squadra         | Campionato      | Campionato | Campionato | Coppe nazionali | Coppe nazionali | Coppe nazionali | Coppe continentali | Coppe continentali | Coppe continentali | Altre coppe | Altre coppe | Altre coppe | Totale | Totale | Totale |
| Stagione        | Squadra         | Comp            | Pres       | Reti       | Comp            | Pres            | Reti            | Comp               | Pres               | Reti               | Comp        | Pres        | Reti        | Pres   | Reti   |        |
| --------------- | --------------- | --------------- | ---------- | ---------- | --------------- | --------------- | --------------- | ------------------ | ------------------ | ------------------ | ----------- | ----------- | ----------- | ------ | ------ | ------ |
| 2018-2019       | Roda            | TD              | 1          | 0          |                 | -               | -               |                    | -                  | -                  |             | -           | -           | 1      | 0      |        |
| 2020-2021       | Villarreal C    | TD              | 14         | 3          |                 | -               | -               |                    | -                  | -                  |             | -           | -           | 14     | 3      |        |
| 2020-2021       | Villarreal B    | SDB             | 13         | 0          |                 | -               | -               |                    | -                  | -                  |             | -           | -           | 13     | 0      |        |
| 2021-2022       | Villarreal B    | PDR             | 32         | 2          |                 | -               | -               |                    | -                  | -                  |             | -           | -           | 32     | 2      |        |
| 2022-2023       | Villarreal B    | SD              | 33         | 3          |                 | -               | -               |                    | -                  | -                  |             | -           | -           | 33     | 3      |        |
| 2023-2024       | Albacete        | SD              | 17         | 1          | CR              | 1               | 0               |                    | -                  | -                  |             | -           | -           | 18     | 1      |        |
| Totale carriera | Totale carriera | Totale carriera | 123        | 13         |                 | 1               | 0               |                    | -                  | -                  |             | -           | -           | 123    | 13     |        |